# NN-108
La carretera NN‑108 es una vía colectora secundaria localizada en el departamento de Chontales. Sirve a la comunidad de El Plan y conecta varias comunidades vecinales, continuando hacia el este como la ruta ramal NN-108A.

## Trazado y cruces
| km   | Localidad / Punto | Departamento | Conexión / Ruta         |
| ---- | ----------------- | ------------ | ----------------------- |
| 0,0  | El Plan           | Chontales    | Camino vecinal          |
| 18,0 | Fin de traza      | Chontales    | Inicio de ramal NN‑108A |

## Coordenadas
Uno de los tramos de la NN‑108 puede ser encontrado en las coordenadas: 12°09′00″N 84°48′00″O / 12.1500, -84.8000